# 우라시마 타로

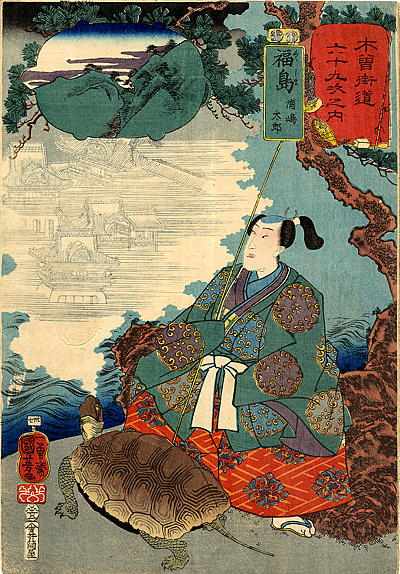

우라시마 타로(일본어: 浦島太郎)는 일본 각지에 존재하는 용궁 신화이자, 일본의 동화이다.

## 이야기
어떤 맑은 날, 우라시마 타로라는 이름의 젊은 어부가 낚시를 하던 중 작은 거북이 한 마리가 아이들에게 괴롭힘을 당하고 있는 걸 발견한다. 타로는 거북이를 구해주고 바다로 돌아가게 하였다. 다음 날, 거대한 거북이가 그에게 나타나 그가 구해준 거북이가 용왕의 딸이며, 용왕이 그에게 감사하고 싶어한다고 말한다. 타로는 용궁성에 가서 용왕과 공주를 만난다.
타로는 그 곳에서 그녀와 함께 며칠간 머물렀다. 타로는 다시 그의 마을로 돌아가고 싶었고, 그녀에게 떠나게 해달라고 말했다. 공주는 어떤 일이 있어도 절대 열어보지 말라며 이상한 상자 하나를 주어 떠나보낸다. 그러나 바깥은 이미 300년이 지난 이후였고, 그의 집과 어머니는 모두 사라져 있었다. 슬픔에 빠진 타로는 별 생각 없이 공주가 준 상자를 열어보았다. 그 안에서 하얀 구름이 나오더니 타로를 늙게 만들었다.
모든 민담들이 그렇듯이, 이 이야기에도 다양한 각색본이 존재한다. 한국의 우렁각시가 이와 비슷하다.

## 영향
우라시마 타로 이야기는 《시끌별 녀석들》, 《유유백서》, 《러브히나》, 《은혼》, 《개그만화 보기 좋은날》, 《투 러브 트러블》 등 다양한 소설, 만화와 영화들에 영향을 주었다.
일본에서는 상대성 이론에 의한 시간지연이나 쌍둥이 역설 같은 현상을 ‘우라시마 효과(ウラシマ効果)’라고도 부른다.

## 같이 보기
- 이세계 (장르)
- 판도라의 상자
- 산중휴거
- 오신 막 핀